# Свети мученик Стамат
Свети мученик Стамат или Стаматије из Пелиона је мученик и  светитељ Грчке православне цркве. Страдао је у Цариграду 16. августа 1680. 
године. 
Православна црква га спомиње 16. августа.

## Житије
Податке о светитељевом животу даје Јован Кариофил, који је написао кратко житије новомученика, Светог Никодима Агиорита у Новомученику, који као извор наводи Јована Кариофилиса, али помиње другачији датум његовог мучеништва, и монах Јаков Кофос Неоскетиот, који је уз мучеништво саставио асматичку секвенцу у његову част.
Стамат је рођен у селу Агиос Георгиос Нилиа Магнесиа на северозападној страни Пелиона. Тачно време његовог рођења није сачувано, али по локалном предању био је потомак велике породице Стаматопулос. Занимљиво је да мештани села и данас приказују рушевине старе куће, која се сматра отачком кућом светитеља, али и стару чесму која носи назив „чесма Стаматопула или светог Стаматија“.
Стамат се од малих ногу одликовао вером у Христа и љубављу према својој поробљеној отаџбини, јер је живећи у 17. веку доживео угњетавање Грка од стране османских освајача.
Становници су, финансијски исцрпљени, често формирали одборе од најугледнијих личности региона и обраћали се Високој порти тражећи пореске олакшице.
Око 1680. један ага је дошао у њихову област да прикупи порез на данак за Валиде Кханум Киошем, коме је поклоњено полуострво Магнезија. Овај ага је био веома насилан у прикупљању пореза, самовољан и неправедан према хришћанима. Очајни, становници су одлучили да пошаљу делегацију у Цариград, до Високе порте, да виде да ли ће га уразумити. Стамат је такође био значајни члан ове делегације. Отпутовали су у град, представили се везиру и изнели агине неправде. Али везир, пошто је био пријатељ цариника, наредио је да их претуку и  избаце. Неки из делегације, укључујући и светитеља, оштро су протестовали и викали због неправде која им се чини.
Тада су га неки присутни турски чиновници, пријатељи агини, издвојили и одвели везиру лажно сведочивши и клеветајући светитеља да се потурчио, а да сада се појавио као хришћанин. Светитељ је, наравно, пред везиром жестоко негирао оптужбу. Везир га је послао код судије који је водио ове случајеве, где је на саслушању светитељ поново негирао оптужбу рекавши да је то клевета. Судија му је тада рекао: „А ако ниси постао, постани сада“. Свети мученик је одговорио громким гласом: „Нисам тако безуман да се одрекнем Христа мога. Боље умрети и бити са својим Христом него живети у овом свету са безбројним задовољствима и славама“.
Судија, видећи постојаност сведока, послао га је везиру, који је покушавао на разне начине, ласкањем, обећањима, почастима и службама да убеди светитеља. Чак је обећао да ће га учинити својим помоћником. Светитељ је по други пут громким гласом чврсто исповедио веру у Христа рекавши: „Имам богатство и славу и част у Христу мом, који ми има пребивалиште на небесима, славу и живот вечни. Твоје властите почасти и слава су пропадљиве и сујетне, и брзо пропадају са онима који их траже.'
Везир је наредио да га затворе и муче. После неколико дана наредио је да га поново доведу пред њега, где је поново покушао да га убеди понудама и застрашивањем. Мученик му је последњи пут одговорио: „И да ме осудиш на хиљаду смрти, ја се не одричем свог Христа. Спреман сам да патим за Његово име целог живота“.
Тада га је везир, разјарен, предао жупану да га погуби. Посечен је 16. августа 1680. године. у понедељак, испред царске палате, поред Аја Софије.
Успомену на светог Стаматија православна црква поштује на дан после његове мученичке смрти, односно 16. августа, с обзиром да се дан његовог мучеништва поклапа са великим празником Успења Пресвете Богородице.